# 邦勒波里凯
邦勒波里凯（法語：Bonrepos-Riquet，法語發音：[bɔ̃ʁəpo ʁikɛ]）是法国上加龙省的一个市镇，属于图卢兹区

## 地理
邦勒波里凯（43°40'35"N, 1°37'25"E）面积5.69 平方千米，位于法国奧克西塔尼大區上加龙省，该省份为法国西南部内陆省份，西南端与西班牙接壤，自此顺时针与上比利牛斯省、热尔省、塔恩-加龙省、塔恩省、奥德省和阿列日省接壤。
与邦勒波里凯接壤的市镇（或旧市镇、城区）包括：圣让莱尔姆、格拉尼亚格、圣马塞尔-波莱勒、韦尔费伊。

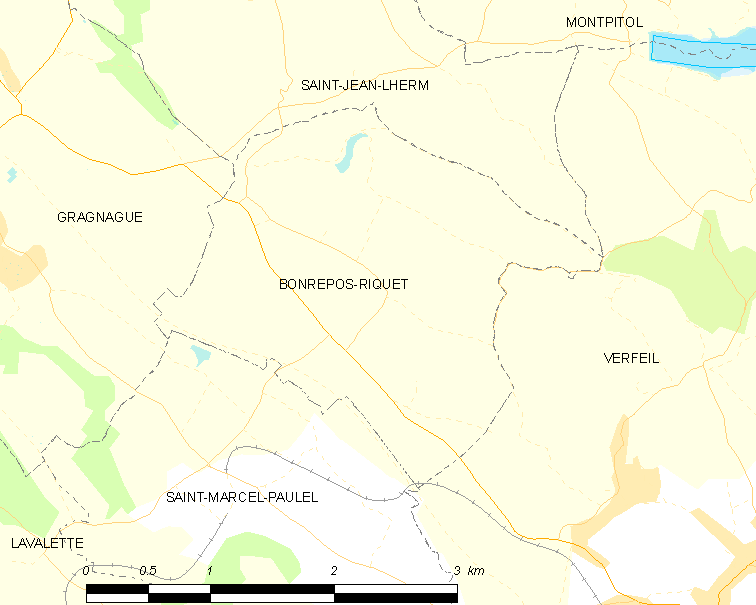
邦勒波里凯的OSM定位图

邦勒波里凯的时区为UTC+01:00、UTC+02:00（夏令时）。

## 行政
邦勒波里凯的邮政编码为31590，INSEE市镇编码为31074。

## 政治
邦勒波里凯所属的省级选区为佩什博尼约县。

## 人口

1962-2008年间邦勒波里凯人口变化图示

邦勒波里凯于2022年1月1日时的人口数量为295人。